# Marciano di Frigento
Marciano (III secolo – IV secolo) è stato un vescovo greco, ed è venerato come santo dalla Chiesa cattolica.

## Fonti agiografiche
La Vita di san Marciano venne pubblicata per la prima volta da Ferdinando Ughelli nel 1662 nel volume VIII della sua Italia sacra, ricavata da un antico manoscritto oggi scomparso. Dallo stesso manoscritto, Filippo Ferrari aveva probabilmente redatto un riassunto nel 1613. Nel 1723 fu pubblicata una seconda edizione della Vita negli Acta Sanctorum con il commento del bollandista Jean-Baptiste Du Sollier. Sia il Ferrari che il bollandista assegnavano il santo al 14 luglio.
Le edizioni pubblicate da Ughelli e da Du Sollier sono sostanzialmente identiche. Alcuni manoscritti, nella Biblioteca capitolare di Benevento e nella Biblioteca Casanatense, conservano un'ulteriore Vita di Marciano, che si distingue dalle due precedenti per la presenza di un prologo e l'aggiunta del racconto della traslazione delle reliquie da Frigento a Benevento, operata dal vescovo beneventano Orso nella prima metà del IX secolo; inoltre il manoscritto beneventano indica il 14 giugno come data della commemorazione di Marciano. Queste due Vitae sono state pubblicate, in edizione critica e con traduzione in italiano, da Gennaro Luongo nel 2012.

## Biografia
Marciano nasce in Grecia da genitori cristiani. Alla loro morte vende tutti i loro averi per distribuirli ai poveri e ai bisognosi. Presto si diffonde la fama delle sue virtù e della sua santità e molti fedeli accorrono a lui da tutto il Paese. Per questo motivo, Marciano lascia la sua patria, si rifugia in Italia e si stabilisce nei pressi di Frigento, vivendo di vita eremitica. Per i diversi miracoli e guarigioni a lui attribuiti, diventa oggetto di venerazione da parte dei fedeli, che accorrono a lui da più parti.
Ad un certo punto tra i suoi visitatori si trova anche Lorenzo, vescovo eletto di Canosa, che, in viaggio per Roma per essere consacrato dal papa, si ferma a Frigento e chiede a Marciano di accompagnarlo nella capitale. Nei pressi della città viene loro incontro il papa, sanctissimus Leo, il quale però trova il solo Lorenzo, perché Marciano era andato a pregare nella chiesa della Madre di Dio, detta "della Rotonda". Il papa e Lorenzo si recano assieme in questa chiesa; il pontefice comunica a Marciano che in visione ha ricevuto da Dio l'ordine di consacrare anche lui vescovo.
Marciano e Lorenzo ricevono dunque la consacrazione episcopale e ripartono per i loro rispettivi paesi. La vita di Marciano è in seguito costellata da molti miracoli e guarigioni, fino al giorno della sua morte. La sua fama di santità continua anche dopo la morte, per i molti miracoli operati sulla sua tomba.
A partire dalla seconda edizione dell'Italia sacra di Ferdinando Ughelli (1720), Marciano fu inserito erroneamente nelle cronotassi tradizionali dei vescovi di Napoli e in seguito nei cataloghi episcopali napoletani.

## Critica
A parte Ughelli, che accettò la storicità e la veridicità del contenuto della vita di san Marciano, molti storici e studiosi successivi hanno espresso scetticismo sull'attendibilità del racconto. La storica Amalia Galdi ritiene che la vita
(A. Galdi, Santi, Territori, poteri e uomini nella Campania medievale (secc. XI-XII), Salerno 2004, p. 152)
All’idea sostenuta dalla studiosa, si sono affiancati anche vari storici locali.

## Culto
La sua memoria liturgica ricorre il 14 giugno. Il suo nome tuttavia non è stato inserito nel Martirologio Romano.
È patrono delle città di Frigento e Taurasi, in provincia di Avellino.